# Dicranum speirophyllum
Dicranum speirophyllum là một loài Rêu trong họ Dicranaceae. Loài này được Mont. mô tả khoa học đầu tiên năm 1843.